# Zach Andrews
Pour les articles homonymes, voir Andrews.
Zachary Leon « Zach » Andrews, né le 9 mars 1985 à Oakland en Californie, est un joueur américain de basket-ball.